# 尼古拉斯·哈斯勒
尼古拉斯·哈斯勒（德語：Nicolas Hasler；1991年5月4日—）是一位列支敦士登足球運動員。在場上的位置是攻擊型中場或邊鋒。他現在效力於瑞士足球超級聯賽球隊瓦杜茲足球俱樂部。他也代表列支敦士登國家足球隊參賽。

## 榮譽
華杜斯
- 瑞士挑戰聯賽冠軍 : 2013–14
- 列支敦斯登盃冠軍 : 2012–13, 2013–14, 2014–15, 2015–16, 2016–17

多倫多FC
- 美國職業足球大聯盟盃冠軍 : 2017[2]
- 支持者之盾冠軍 : 2017
- 加拿大足球錦標賽冠軍 : 2018